# Świąteczny Kamień
Świąteczny Kamień – formacja skalna w Sudetach Zachodnich, w paśmie Karkonoszy, na wysokości ok. 1170 m n.p.m.

## Charakterystyka
Świąteczny Kamień położony jest w południowo-zachodniej Polsce, w Sudetach Zachodnich, w zachodniej części Karkonoszy, na północnym zboczu Szrenicy, poniżej schroniska PTTK na Hali Szrenickiej, na terenie Karkonoskiego Parku Narodowego. W pobliżu znajdują się górne stacje wyciągów krzesełkowych ze Szklarskiej Poręby: funkcjonującego w okresie zimowym Karkonosz Express oraz całorocznej kolei krzesełkowej na Szrenicę.

## Narciarstwo
Przy Świątecznym Kamieniu przebiegają:
- trasa narciarska Lolobrygida – ze Szrenicy do Szklarskiej Poręby,
- trasa narciarska Śnieżynka – ze Szrenicy do stacji pośredniej wyciągu krzesełkowego na Szrenicę,
- 2-osobowy wyciąg orczykowy Świąteczny Kamień – z górnej stacji wyciągu krzesełkowego na Szrenicę.